# Список министров здравоохранения Чехословакии
Это список министров здравоохранения Чехословакии, который содержит хронологический список всех членов правительства Чехословакии, работающих в этой должности (в том числе исполняющий обязанности министров в правительствах Чехословакии с официальным названием должности, как министр здравоохранения и министр общественного здравоохранения и физического воспитания).

## Министры здравоохранения первой Чехословацкой Республики 1918—1938
| #  | Имя                      | Годы жизни                        | Партия                                                        | Правительства                                             | Период в должности                  | Примечания                                                                             |
| -- | ------------------------ | --------------------------------- | ------------------------------------------------------------- | --------------------------------------------------------- | ----------------------------------- | -------------------------------------------------------------------------------------- |
| 1  | Вавро Шробар             | 9 августа 1867 — 6 декабря 1950   | беспартийный                                                  | Карела Крамаржа 1. Властимила Тусара 2. Властимила Тусара | 14 ноября 1918 — 15 сентября 1920   | Министр здравоохранения с 25 мая 1920 Министр здравоохранения и физического воспитания |
| 2  | Ладислав Прокоп Прохазка | 1 мая 1872 — 12 октября 1955      | беспартийный                                                  | 1. Яна Чернего                                            | 15 сентября 1920 — 26 сентября 1921 | Министр здравоохранения и физической культуры.                                         |
| 3  | Богуслав Врбенский       | 30 марта 1882 — 25 ноября 1944    | Чехословацкая социалистическая партия                         | Эдварда Бенеша                                            | 26 сентября 1921 — 7 октября 1922   | Министр здравоохранения и физической культуры.                                         |
| 4  | Ян Шрамек                | 11 августа 1870 — 22 апреля 1956  | Чехословацкая народная партия                                 | 1. Антонина Швеглы                                        | 7 октября 1922 — 9 декабря 1925     | Министр здравоохранения и физической культуры.                                         |
| 5  | Алоис Тучный             | 4 июня 1881 — 10 апреля 1940      | Чехословацкая социалистическая партия                         | 2. Антонина Швеглы                                        | 9 декабря 1925 — 18 марта 1926      | Министр здравоохранения и физической культуры.                                         |
| 6  | Йосеф Шайцл              | 30 апреля 1876 — 10 марта 1970    | беспартийный                                                  | 2. Яна Чернего                                            | 18 марта 1926 — 12 октября 1926     | Управляющий министерством общественного здравоохранения и физического воспитания.      |
| 7  | Ян Шрамек                | 11 августа 1870 — 22 апреля 1956  | Чехословацкая народная партия                                 | 3. Антонина Швеглы                                        | 12 октября 1926 — 15 января 1927    | Управляющий министерством общественного здравоохранения и физического воспитания.      |
| 8  | Йозеф Тисо               | 13 октября 1887 — 18 апреля 1947  | Глинкова словацкая народная партия                            | 3. Антонина Швеглы 1. Франтишека Удржала                  | 15 января 1927 — 8 октября 1929     | Министр здравоохранения и физической культуры.                                         |
| 9  | Ян Шрамек                | 11 августа 1870 — 22 апреля 1956  | Чехословацкая народная партия                                 | 1. Франтишека Удржала                                     | 8 октября 1929 — 7 декабря 1929     | Управляющий министерством общественного здравоохранения и физического воспитания.      |
| 10 | Франц Спина              | 5 октября 1868 — 17 сентября 1938 | Союз немецких фермеров                                        | 2. Франтишека Удржала 1. Яна Малипетра 2. Яна Малипетра   | 7 декабря 1929 — 4 июня 1935        | Министр общественного здравоохранения и физического воспитания.                        |
| 11 | Людвиг Чех               | 14 февраля 1870 — 20 августа 1942 | Немецкая социал-демократическая рабочая партия в Чехословакии | 3. Яна Малипетра                                          | 4 июня 1935 — 5 ноября 1935         | Министр общественного здравоохранения и физического воспитания.                        |
| 12 | Франц Спина              | 5 октября 1868 — 17 сентября 1938 | Союз немецких фермеров                                        | 1. Милана Годжы                                           | 5 ноября 1935 — 18 декабря 1935     | Министр общественного здравоохранения и физического воспитания.                        |
| 13 | Людвиг Чех               | 14 февраля 1870 — 20 августа 1942 | Немецкая социал-демократическая рабочая партия в Чехословакии | 2. Милана Годжы 3. Милана Годжы                           | 18 декабря 1935 — 11 апреля 1938    | Министр общественного здравоохранения и физического воспитания.                        |
| 14 | Иван Дерер               | 2 марта 1884 — 10 марта 1973      | Чехословацкая социал-демократическая рабочая партия           | 3. Милана Годжы                                           | 11 апреля 1938 — 10 мая 1938        | Управляющий министерством общественного здравоохранения и физического воспитания.      |
| 15 | Франтишек Ежек           | 6 сентября 1890 — 29 ноября 1969  | Национальное единство                                         | 3. Милана Годжы                                           | 10 мая 1938 — 22 сентября 1938      | Министр общественного здравоохранения и физического воспитания.                        |
| 16 | Станислав Ментл          | 10 ноября 1894 — 12 сентября 1981 | беспартийный                                                  | 1. Яна Сырового                                           | 22 сентября 1938 — 4 октября 1938   | Министр общественного здравоохранения и физического воспитания.                        |

## Министры здравоохранения второй Чехословацкой Республики 1938—1939
| # | Имя               | Годы жизни                    | Партия                                         | Правительства      | Период в должности              | Примечания |
| - | ----------------- | ----------------------------- | ---------------------------------------------- | ------------------ | ------------------------------- | --- |
| 1 | Петр Зенкл        | 13 июня 1884 — 3 ноября 1975  | Чехословацкая национал-социалистическая партия | 2. Яна Сырового    | 4 октября 1938 — 1 декабря 1938 | Министр здравоохранения и физического воспитания                                                                                           |
| 2 | Владислав Клумпар | 9 августа 1893 — 27 июня 1979 | беспартийный                                   | 1. Рудольфа Берана | 1 декабря 1938 — 15 марта 1939  | Министр социального обеспечения и управления здравоохранения (слияние существующих министерств социального обеспечения и здравоохранения). |

## Министр социального обеспечения и управления здравоохранения Протектората Богемии и Моравии
| # | Имя               | Годы жизни                    | Партия       | Правительства                    | Период в должности             | Примечания                                                                          |
| - | ----------------- | ----------------------------- | ------------ | -------------------------------- | ------------------------------ | ----------------------------------------------------------------------------------- |
| 1 | Владислав Клумпар | 9 августа 1893 — 27 июня 1979 | беспартийный | 2. Рудольфа Берана Алоиса Элиаша | 16 марта 1939 — 19 января 1942 | Министр социального обеспечения и управления здравоохранения. Должность упразднена. |

## Министр здравоохранения Чехословацкого правительства в изгнании
| # | Имя      | Годы жизни                      | Партия                    | Правительства  | Период в должности             | Примечания                                     |
| - | -------- | ------------------------------- | ------------------------- | -------------- | ------------------------------ | ---------------------------------------------- |
| 1 | Ян Бечко | 16 ноября 1889 — 14 апреля 1972 | Национальная партия труда | 2. Яна Шрамека | 12 ноября 1942 — 5 апреля 1945 | Министр здравоохранения и физической культуры. |

## Министры здравоохранения послевоенной Чехословакии
| # | Имя             | Годы жизни                     | Партия                        | Правительства | Период в должности              | Примечания                                                                               |
| - | --------------- | ------------------------------ | ----------------------------- | --- | ------------------------------- | ---------------------------------------------------------------------------------------- |
| 1 | Адольф Прохазка | 5 августа 1900 — 8 мая 1970    | Чехословацкая народная партия | 1. Зденека Фирлингера 2. Зденека Фирлингера 1. Клемента Готтвальда                                                     | 4 апреля 1945 — 20 февраля 1948 |                                                                                          |
| 2 | Йосеф Плойгар   | 2 марта 1902 — 5 ноября 1981   | Чехословацкая народная партия | 2. Клемента Готтвальда Антонина Запотоцкого 1. Вильяма Широкого 2. Вильяма Широкого 3. Вильяма Широкого Йозефа Ленарта | 25 февраля 1948 — 8 апреля 1968 |                                                                                          |
| 3 | Владислав Влчек | 30 июля 1920 — 18 октября 1979 | Чехословацкая народная партия | 1. Олдржиха Черника | 8 апреля 1968 — 31 декабря 1968 | В рамках процесса федерализации разделено на отдельные чешское и словацкое министерства. |

## Источник
- Historie minulých vlád